# Animatik
Animatik (ang. animatic) - nakręcone na wideo lub w komputerze rysunki ze scenopisu obrazkowego (scenorysu) z mniej lub bardziej uproszczoną animacją postaci wewnątrz kadru oraz z planowanymi ruchami kamery. 
Animatik jest kolejnym etapem prac przygotowawczych do filmu po scenariuszu, scenopisie opisowym i scenopisie rysunkowym - nazywanym też scenorysem lub z angielska storyboardem. 
Animatiki powstają głównie do filmów reklamowych i animowanych, ale także przy przygotowaniu skomplikowanych scen filmu fabularnego z efektami inscenizacyjnymi. Służą do badania prawidłowości długości ujęć, sprawdzenia czytelności akcji, właściwego umieszczenia punktów kulminacyjnych, jakości dialogów w połączeniu z obrazem, bardzo dokładnego rozmieszczenia ujęć trickowych i efektów specjalnych.